# Nesticus carolinensis
Nesticus carolinensis är en spindelart som först beskrevs av Bishop 1950.  Nesticus carolinensis ingår i släktet Nesticus och familjen grottspindlar. Inga underarter finns listade i Catalogue of Life.